# Водное поло на чемпионате мира по водным видам спорта 2025
Соревнования по водному поло на чемпионате мира по водным видам спорта 2025 года проходили с 11 июля по 24 июля в Сингапуре в бассейне Singapore Sports Hub. 
В турнире приняли участие 16 мужских и 16 женских сборных, представляющие все континенты. Сборные России и Беларуси отсутствовали на данных соревнованиях по причине отстранения всех команд этих стран от участия в международных спортивных состязаниях из-за проведения военной операции в отношении Украины.

## Призёры
| Команда                      | Золото  | Серебро | Бронза  |
| ---------------------------- | ------- | ------- | ------- |
| Мужской турнир см. подробнее | Испания | Венгрия | Греция  |
| Женский турнир см. подробнее | Греция  | Венгрия | Испания |

## Участники

### Мужчины
| 1. Сингапур 2. Хорватия 3. Сербия 4. США 5. Венгрия 6. Греция 7. Испания 8. Китай | 1. Япония 2. Бразилия 3. Канада 4. Италия 5. Черногория 6. Румыния 7. ЮАР 8. Австралия |

### Женщины
| 1. Сингапур 2. Испания 3. Австралия 4. Нидерланды 5. Греция 6. Венгрия 7. Италия 8. Китай | 1. Япония 2. США 3. Аргентина 4. Хорватия 5. Франция 6. Великобритания 7. ЮАР 8. Новая Зеландия |

## Расписание
Пройдут два соревнования среди мужчин и женщин.
Дано местное время (UTC+8).
| Дата         | Время   | Стадия                              |
| ------------ | ------- | ----------------------------------- |
| 11 июля 2025 | с 10:00 | Групповой раунд                     |
| 12 июля 2025 | с 10:00 | Групповой раунд                     |
| 13 июля 2025 | с 10:00 | Групповой раунд                     |
| 14 июля 2025 | с 10:00 | Групповой раунд                     |
| 15 июля 2025 | с 10:00 | Групповой раунд                     |
| 16 июля 2025 | с 10:00 | Групповой раунд                     |
| 17 июля 2025 | с 16:00 | Плей-офф/Дополнительные матчи       |
| 18 июля 2025 | с 16:00 | Плей-офф/Дополнительные матчи       |
| 19 июля 2025 | с 16:00 | Четвертьфиналы/Дополнительные матчи |
| 20 июля 2025 | с 16:00 | Четвертьфиналы/Дополнительные матчи |
| 21 июля 2025 | с 17:35 | Полуфиналы/Дополнительные матчи     |
| 22 июля 2025 | с 17:35 | Полуфиналы/Дополнительные матчи     |
| 23 июля 2025 | 21:35   | Женский финал                       |
| 24 июля 2025 | 21:35   | Мужской финал                       |